# Ornithidium
Ornithidium es un género de orquídeas epifita que anteriormente estuvieron clasificadas en el género Maxillaria. Es originario de América tropical.

## Especies seleccionadas
- Ornithidium adendrobium (Rchb.f.) M.A.Blanco & Ojeda, Lankesteriana 7: 532 (2007).
- Ornithidium affine (Poepp. & Endl.) M.A.Blanco & Ojeda, Lankesteriana 7: 532 (2007).
- Ornithidium aggregatum Rchb.f., Bonplandia (Hannover) 2: 18 (1854).

## Sinonimia
- Siagonanthus Poepp. & Endl., Nov. Gen. Sp. Pl. 1: 40 (1836).
- Ne-urbania Fawc. & Rendle, J. Bot. 47: 125 (1909).
- Laricorchis Szlach., Richardiana 7: 27 (2006).